# Svedmyra
Svedmyra is een station van de metro van Stockholm. Het station is gelegen in het stadsdeel Enskede-Årsta-Vantör van Stockholm. Het is genoemd naar de wijk aan de zuid-oostkant van het station, zelf ligt echter net aan de westkant van de grens met Stureby. Het station wordt bediend door metrolijn T19 van de groene route en ligt op 5,2 km ten zuiden van Slussen.

## Örbybanan

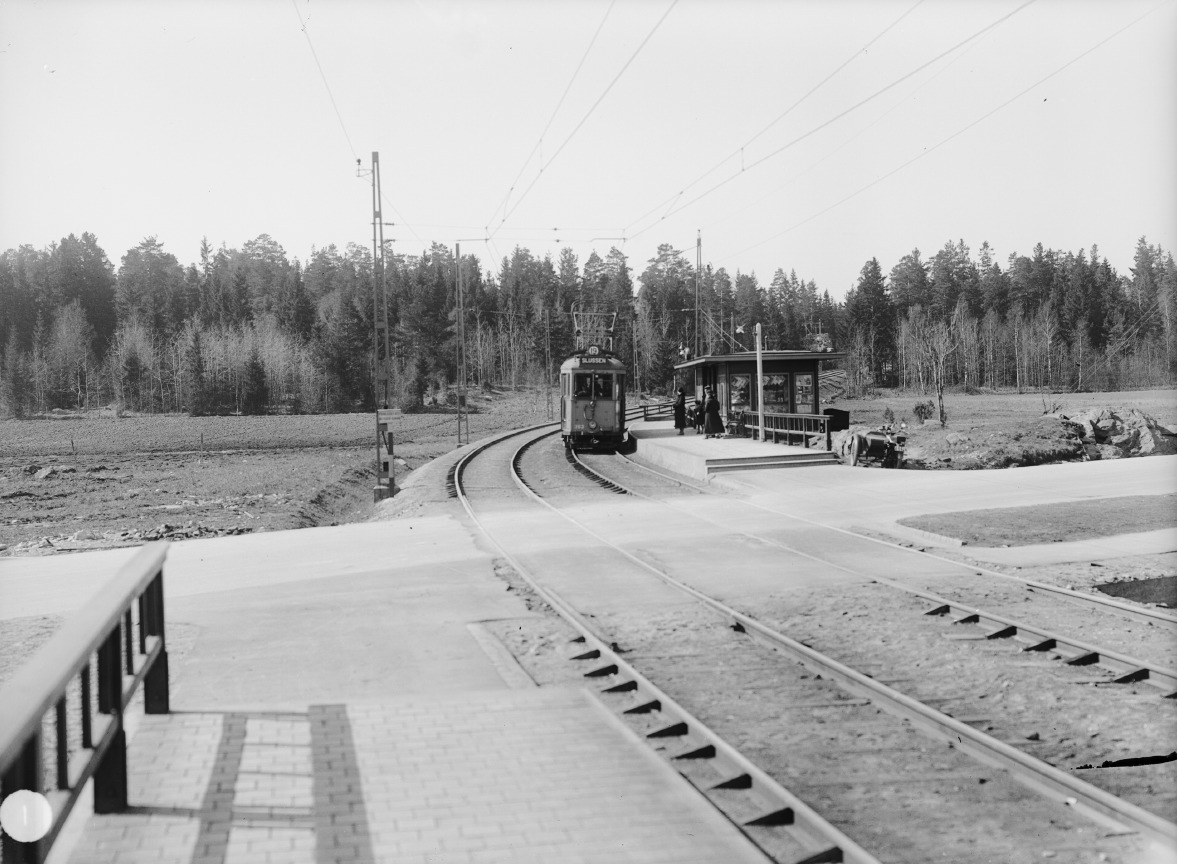
Station Svedmyra in 1931 met de overweg over de Tussmötevägen

Het station is op 10 januari 1930 geopend als onderdeel van de Örbybanan (lijn 19), een voorstadstram op een vrije baan tussen het centrum en Örby. In het midden van de jaren 40 van de twintigste eeuw zijn tussen Svedmyra en Sockenplan proeven gedaan met het rijden met een stroomrail. Hierbij werden trams van sleepcontacten voorzien als stroomtoevoer. Deze proeven hebben geleid tot het nu gebruikte stroomrailsysteem van de Stockholmse metro.  

## Metro
De huidige metro gebruikt tussen Globen en Stureby het tracé van de Örbybanan (kaart). De ombouw van de Örbybanan vond plaats tussen 1946 en 1951, hierbij werd de overweg met de Tussmötevägen vervangen door twee enkelsporige viaducten aan de noordkant van het station. Het station zelf werd op een talud gebracht en vanaf 9 september 1951 is het onderdeel van metrolijn T 19 van de groene route. De treinen op het westelijke spoor rijden richting Hässelby strand, die op het oostelijke spoor naar Hagsätra.

## Station
Het station ligt tussen het verpleeghuis van Sturby aan de westkant en de Öknebovägen aan de oostkant. De ingang ligt in het midden van het station onder het perron aan een pleintje aan het einde van de Öknebovägen, op de foto uit 1931 is dat links van het spoor ter hoogte van de tram. In 1991 heeft kunstenaar Torngy Larsson het station opgesierd met een glazenboom op het perron en een 40 meter lang glazenscherm, met afbeeldingen van verschillende bladen, tussen het station en het verpleeghuis. In hetzelfde jaar werd de liftkoker aan de buitenzijde voorzien van keramiekwerk van Barbo Johansson. In 2012 werd achterwand van de stationshal opgesierd met een mozaïek van Torgny Larsson.

## Galerij

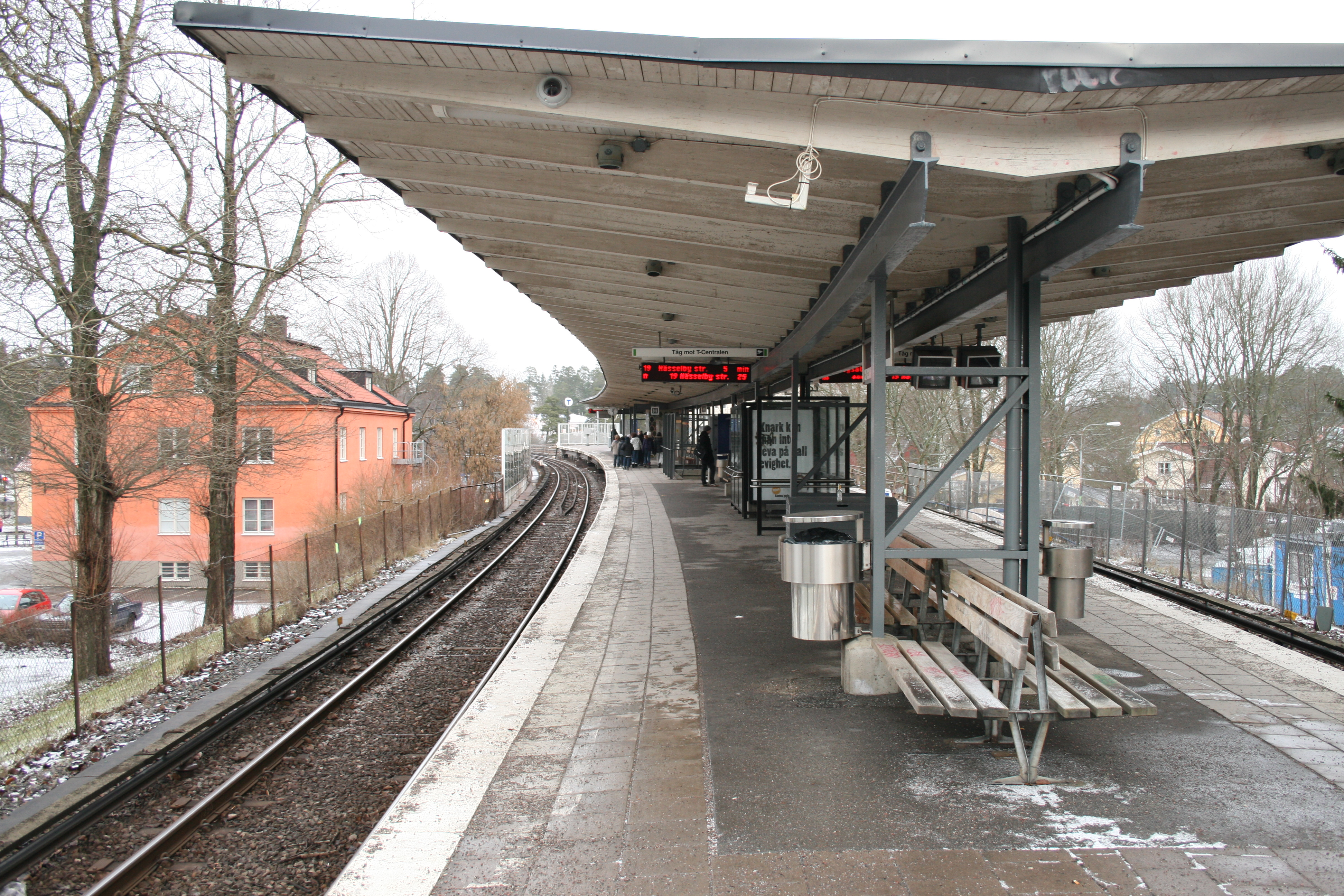
Het perron gezien uit het zuiden
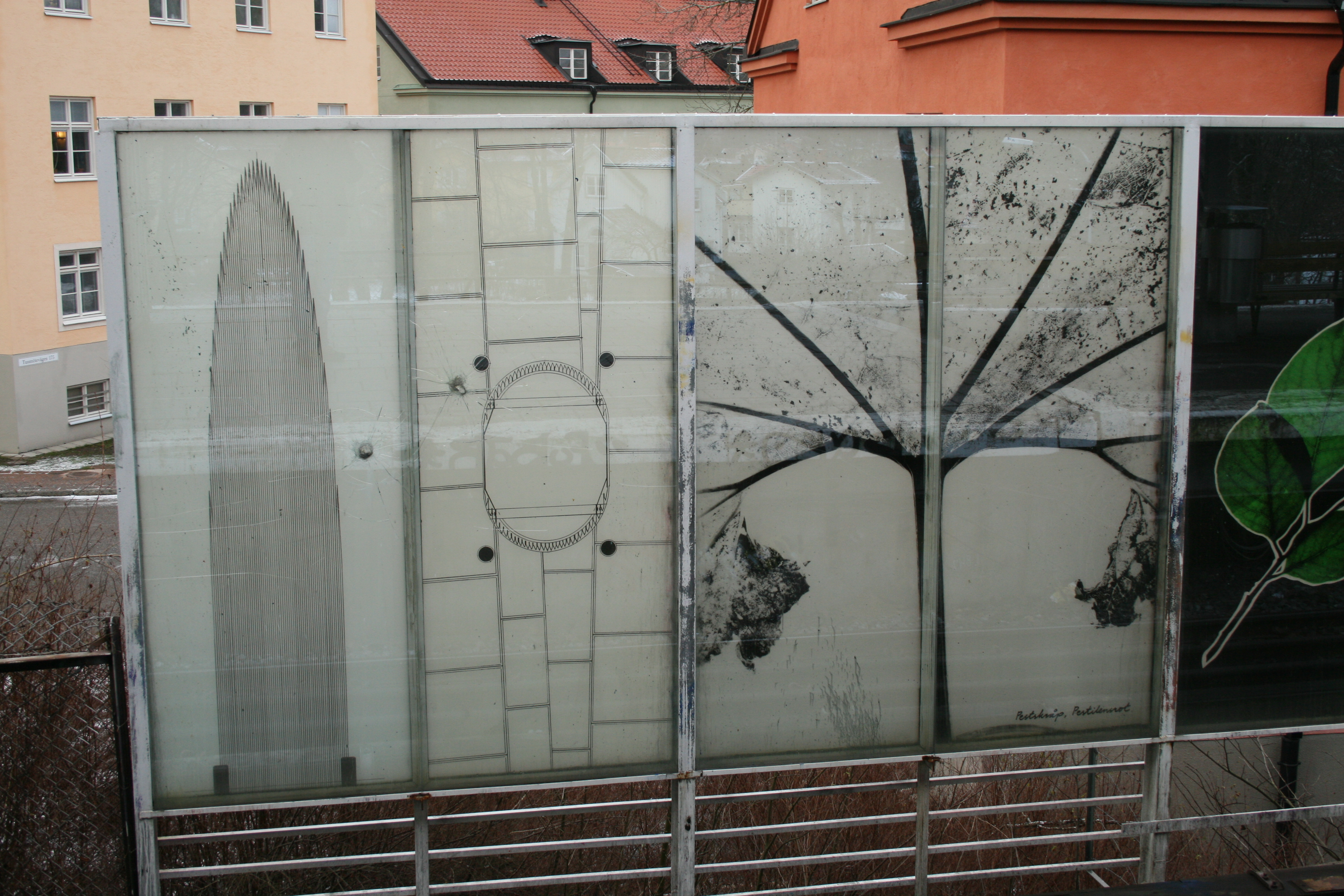
Uitleg op het zuidelijkste paneel van het glazenscherm
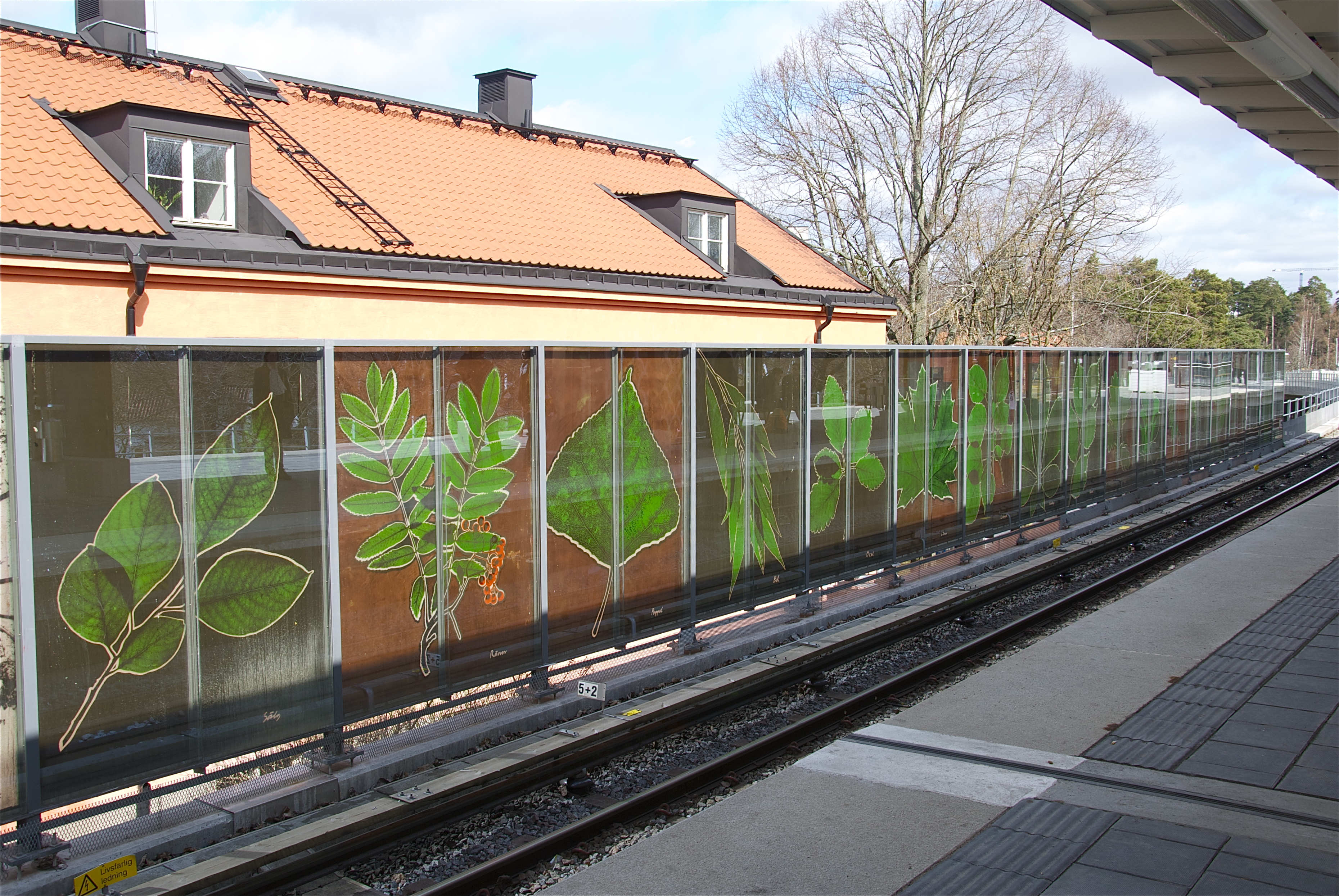
Het glazenscherm Glasskärm van Torgny Larsson
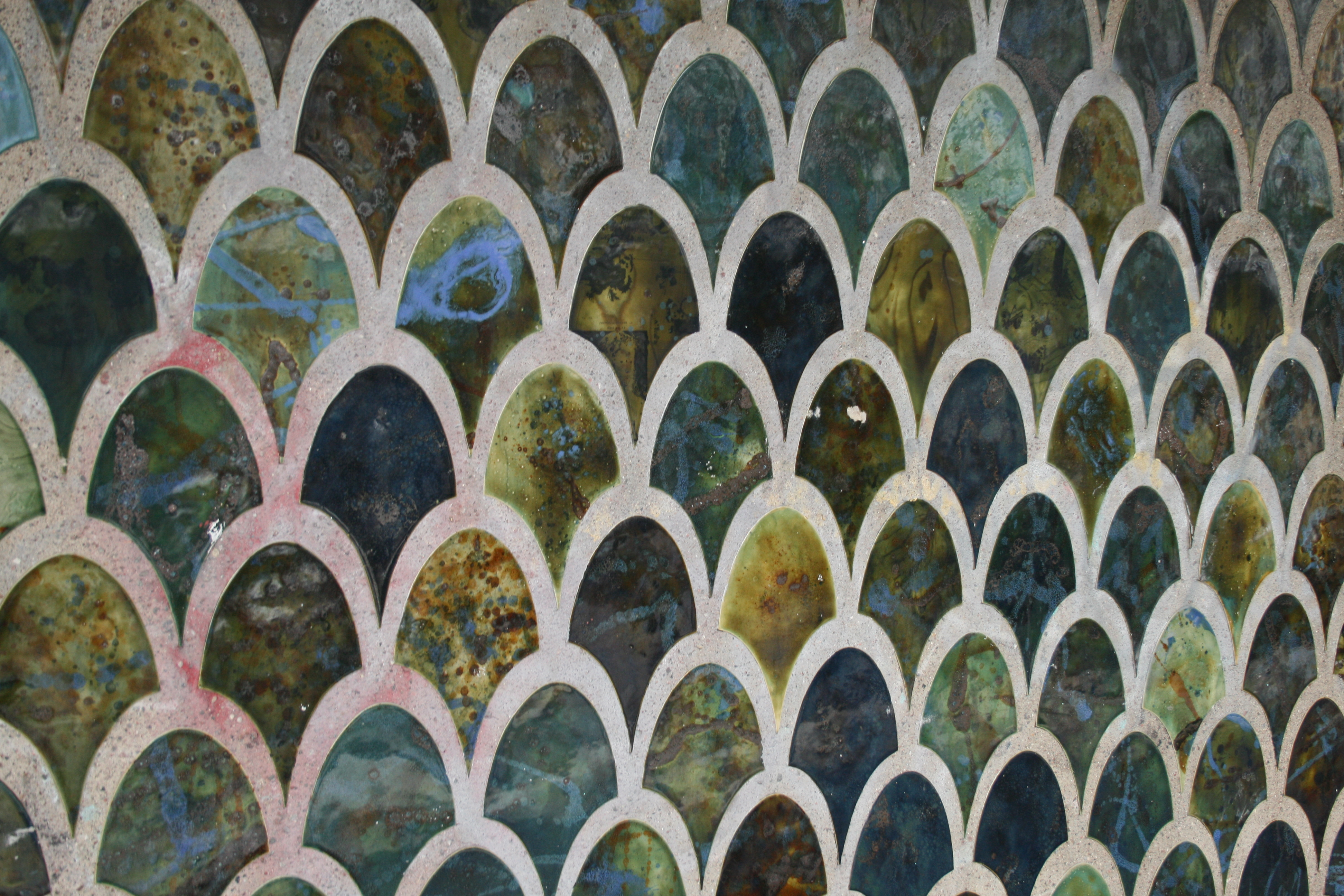
Keramikwerk van Barbo Johansson op de liftkoker

Hässelby strand · 
Hässelby gård ·
Johannelund ·
Vällingby ·
Råcksta ·
Blackeberg ·
Islandstorget ·
Ängbyplan ·
Åkeshov· 
Brommaplan·
Abrahamsberg· 
Stora Mossen· 
Alvik · 
Kristineberg · 
Thorildsplan  · 
Fridhemsplan · 
S:t Eriksplan · 
Odenplan  · 
Rådmansgatan  · 
Hötorget · 
T-Centralen ·  
Gamla Stan · 
Slussen · 
Medborgarplatsen ·  
Skanstull · 
Gullmarsplan ·  
Globen ·
Enskede gård ·
Sockenplan ·
Svedmyra ·
Stureby ·
Bandhagen ·
Högdalen ·
Rågsved ·
Hagsätra